# 佐世保独楽

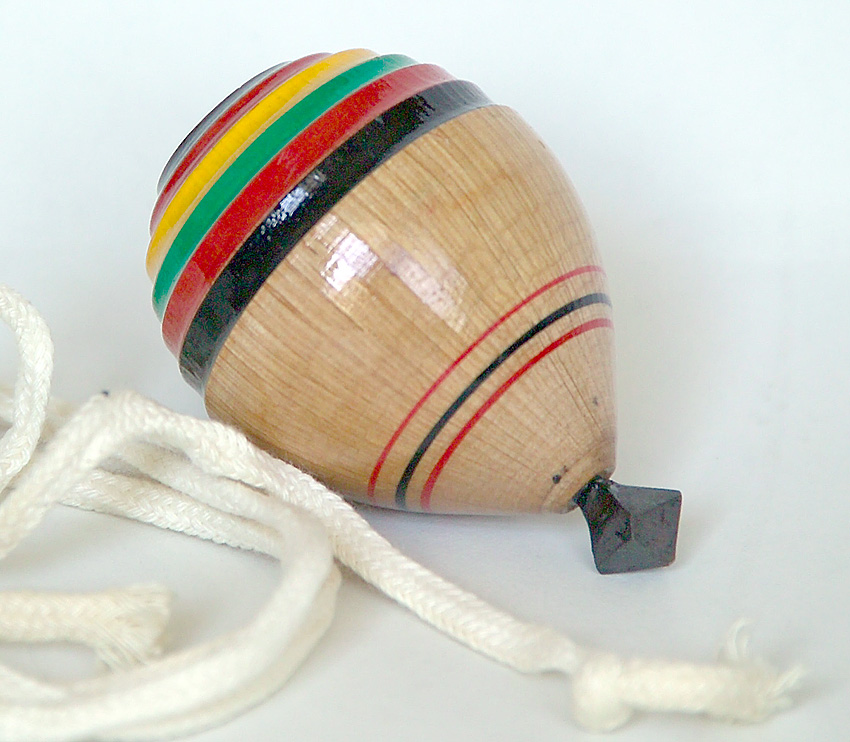
佐世保独楽

佐世保独楽（させぼごま）は独楽の一種で、長崎県佐世保市の郷土玩具である。
子供たちの遊びの形態の変化から、現在は土産物や正月の縁起物としての性格が強い。

## 形状
佐世保独楽は木製（ブナ科マテバシイ）の独楽で、形はラッキョウ、ドングリに似ている。上部には独特の模様が描かれている。その色には青（または緑）、赤、黄、白（または生地の木目色）、黒の5色が使われ、中国の陰陽五行説が関連しているといわれている。独楽の先端には、剣（けん）と呼ばれる鋭い鉄製の金具（独楽の軸になる）が打ち込まれている。

## 回し方
胴体に巻き付けて回転させる投げゴマである。胴体の底面の逆円錐の部分に下からひもを巻き付け、ひもの片方を持って胴体を投げ出して、ひもを引くことで回転をつける。

## 掛け声
独楽を回すときには下記の掛け声が用いられる。
- いきなが　しょうもん　しょうくらべ　こうさんのせい

第3部分までは漢字表記すると「息長勝間勝競べ」となり、「どれくらい長く独楽を回せるか勝負しよう」という意味である。最後の部分の「こうさんのせい」は、地域コミュニティーによっては、別の語句に変わることもある。

## 遊び方
鋭い剣が打ち込まれているので、外で遊ぶ玩具である。単に回すだけでなく、いかに長く回すかを競う。別名「喧嘩ゴマ」ともよばれており、相手の独楽を傷つけ、割ることも醍醐味のひとつである。遊び方は地区ごとに異なることが多い。
- 「いきながしょうもん」の掛け声を唱え一斉に独楽を投げたり、ジャンケンで順番を決めたりする。2回目以降に遊ぶときは「回り時間」が短かった人から順番に回していく場合もある。
- 後から回す人は先に回っている独楽に自分の独楽をぶつける事が可能。 オーバースロー気味に上から相手の独楽を狙い、相手の独楽の回りを止めたり、サブマリンのフォームで、相手の独楽を吹き飛ばす（流し独楽と呼ばれる）などの技を使いながら勝敗を競う。
- 剣を相手の独楽に当て、傷を付ける事もできるため「いかに相手の独楽に傷を付けるか」という駆け引きもある。さらに相手の独楽を割ることができれば、剣の部分を貰うことができ、子供にとっては「勲章」でもあった。

## その他
- 佐世保市のガードレールの一部には、佐世保独楽の模型がついている。